# Steve Sisolak

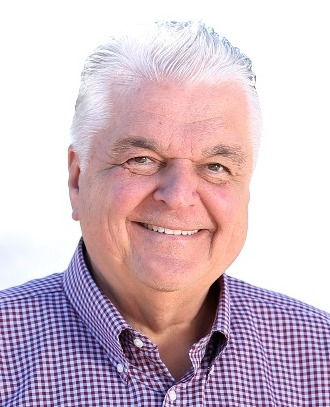
Steve Sisolak

Stephen F. „Steve“ Sisolak (* 26. Dezember 1953 in Milwaukee, Wisconsin) ist ein US-amerikanischer Unternehmer und Politiker der Demokratischen Partei. Vom 7. Januar 2019 bis zum 2. Januar 2023 übte er das Amt des Gouverneurs von Nevada aus.

## Werdegang
Sisolak stammt aus Milwaukee im US-Bundesstaat Wisconsin, wo er an der University of Wisconsin 1974 seinen Abschluss machte. Im Anschluss erwarb Sisolak 1978 einen Master of Business Administration an der University of Nevada. In diesem Bundesstaat ließ er sich dann auch dauerhaft nieder. Nach seinem Einstieg ins Berufsleben wurde er als Unternehmer tätig, zuletzt als Mitinhaber eines Herstellers von verschiedenen Waren wie Bleistiften oder Kaffeetassen. Als Mitglied der Demokraten engagierte er sich auch politisch und wurde für seine Partei 2008 in die Clark County Commission gewählt. Dieses Amt, das Sisolak im Januar 2009 antrat, entspricht in Deutschland etwa einem Kreistagsmandat. Das County umfasst vorwiegend die Stadt Las Vegas. Anfang 2013 wurde Sisolak zum Vorsitzenden der County Commission gewählt. Unmittelbar im Anschluss wurde er als möglicher Kandidat bei den Gouverneurswahlen 2014 gehandelt, lehnte aber ab. 2017 erklärte dann seine Bewerbung für das Amt des Gouverneurs bei den im November 2018 anstehenden Wahlen. Bei der im Juni 2018 stattfindenden demokratischen Vorwahl setzte sich Sisolak gegen mehrere Mitbewerber mit rund 50 % der Stimmen klar durch. In seinem Wahlkampf forderte er unter anderem mehr Investitionen in Bildung und Infrastruktur sowie eine Verbesserung des Gesundheitssystems. Außerdem möchte er kleinere und mittlere Betriebe stärken. Sisolak erklärte, er werde das ihm als Gouverneur zustehende Gehalt nicht annehmen und stattdessen für wohltätige Zwecke spenden. Bei der Gouverneurswahl am 6. November 2018 siegte Sisolak über den Republikaner Adam Laxalt, den bisherigen Attorney General von Nevada, mit etwas mehr als 49 % der Stimmen. Für Laxalt sprachen sich 45 % der Wähler aus. Sein Amt als Regierungschef des westlichen Bundesstaates trat er am 7. Januar 2019 an und löste den Republikaner Brian Sandoval ab. Sisolak war bei seiner Vereidigung der erste demokratische Gouverneur Nevadas seit 1999. Unmittelbar nach seinem Wahlsieg kündigte Sisolak an, sich verstärkt um eine Reform des Bildungswesens kümmern zu wollen und das Thema Waffenkontrolle forcieren zu wollen; so soll es bessere Hintergrundüberprüfungen von Waffenkäufern geben. Für eine solche Maßnahme hatten sich die Bürger Nevadas bereits im Zuge eine Volksbefragung 2016 ausgesprochen. Außerdem möchte er die Cannabis-Legalisierung gesetzlich auf den Weg bringen und den Verkauf regulieren und besteuern. Die aus der Besteuerung von Cannabis gewonnenen Mehreinnahmen sollen zum Teil in das Bildungswesen fließen. Andererseits gehört auch die Konsolidierung des Staatshaushalts zu Sisolaks Prioritäten.

## Persönliches
Steve Sisolak ist geschieden und hat zwei erwachsene Töchter.